# Электрическая подстанция

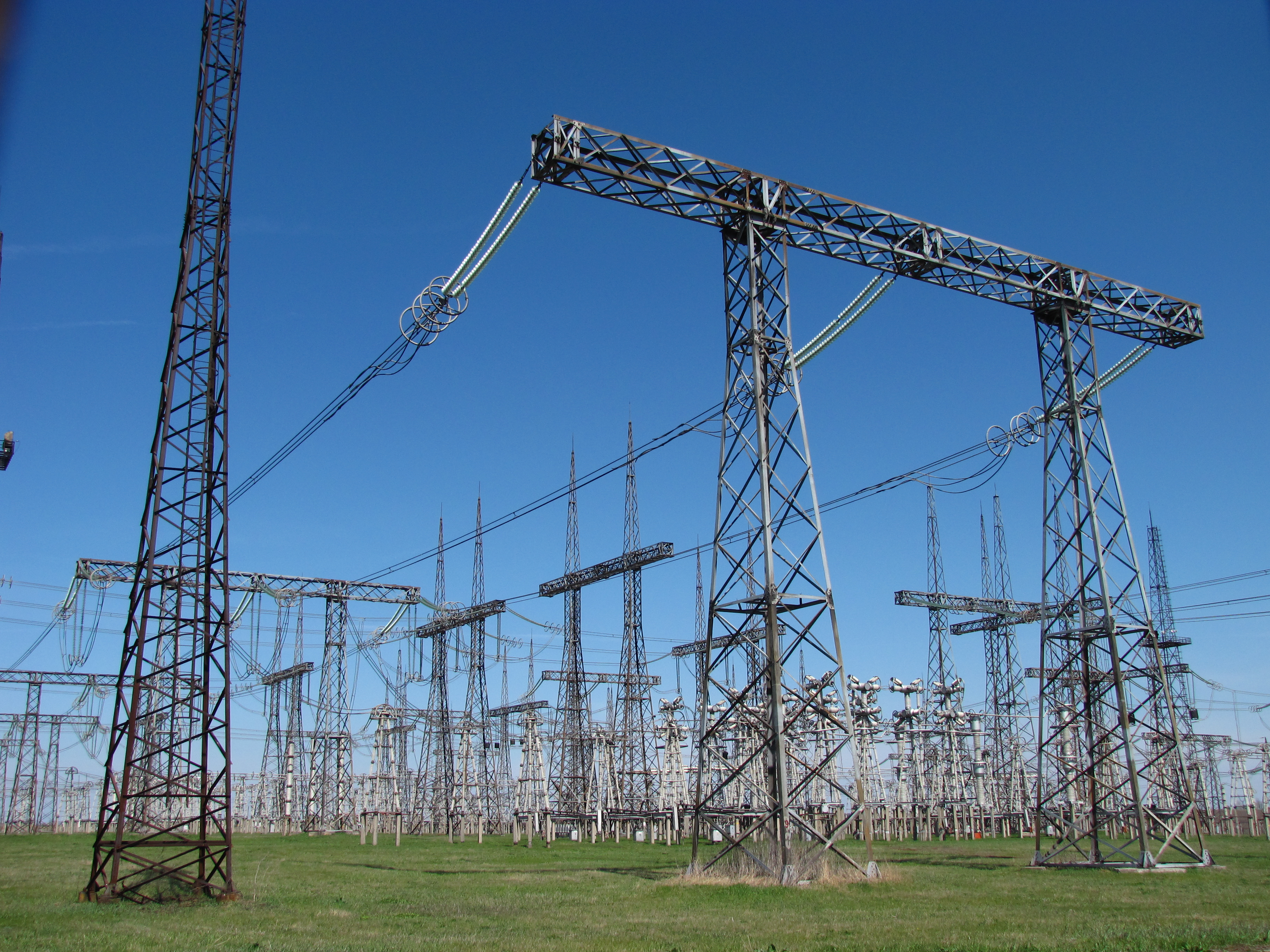
ОРУ 750 кВ на электрической подстанции

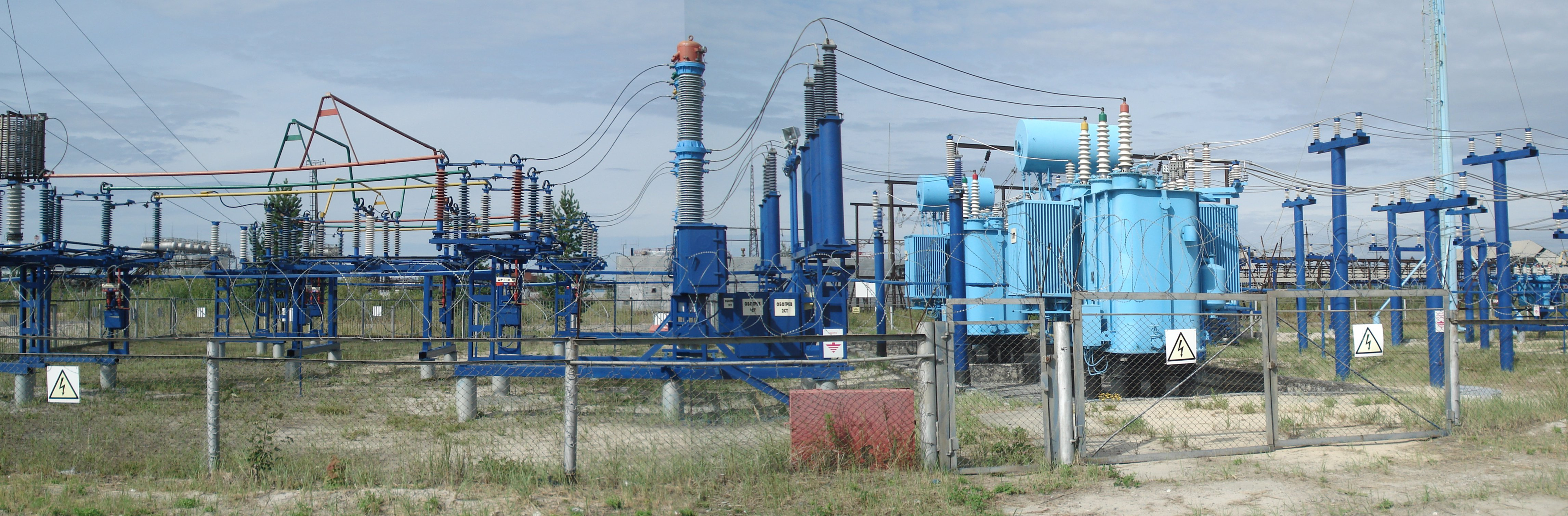
ОРУ подстанции 110/35/6 кВ, г. Лянтор

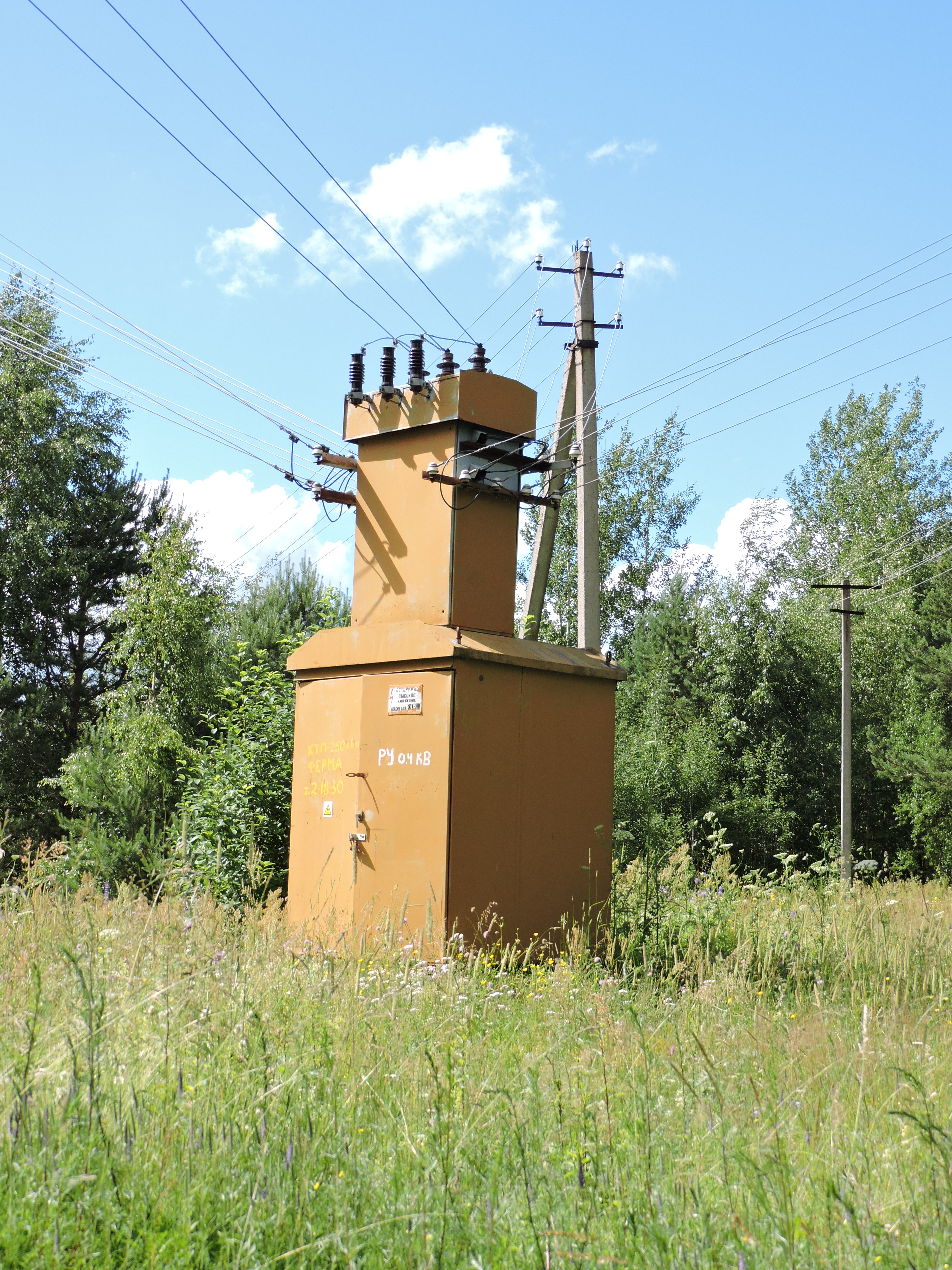
Комплектная трансформаторная подстанция мачтового типа (обычно используются в сельской местности)

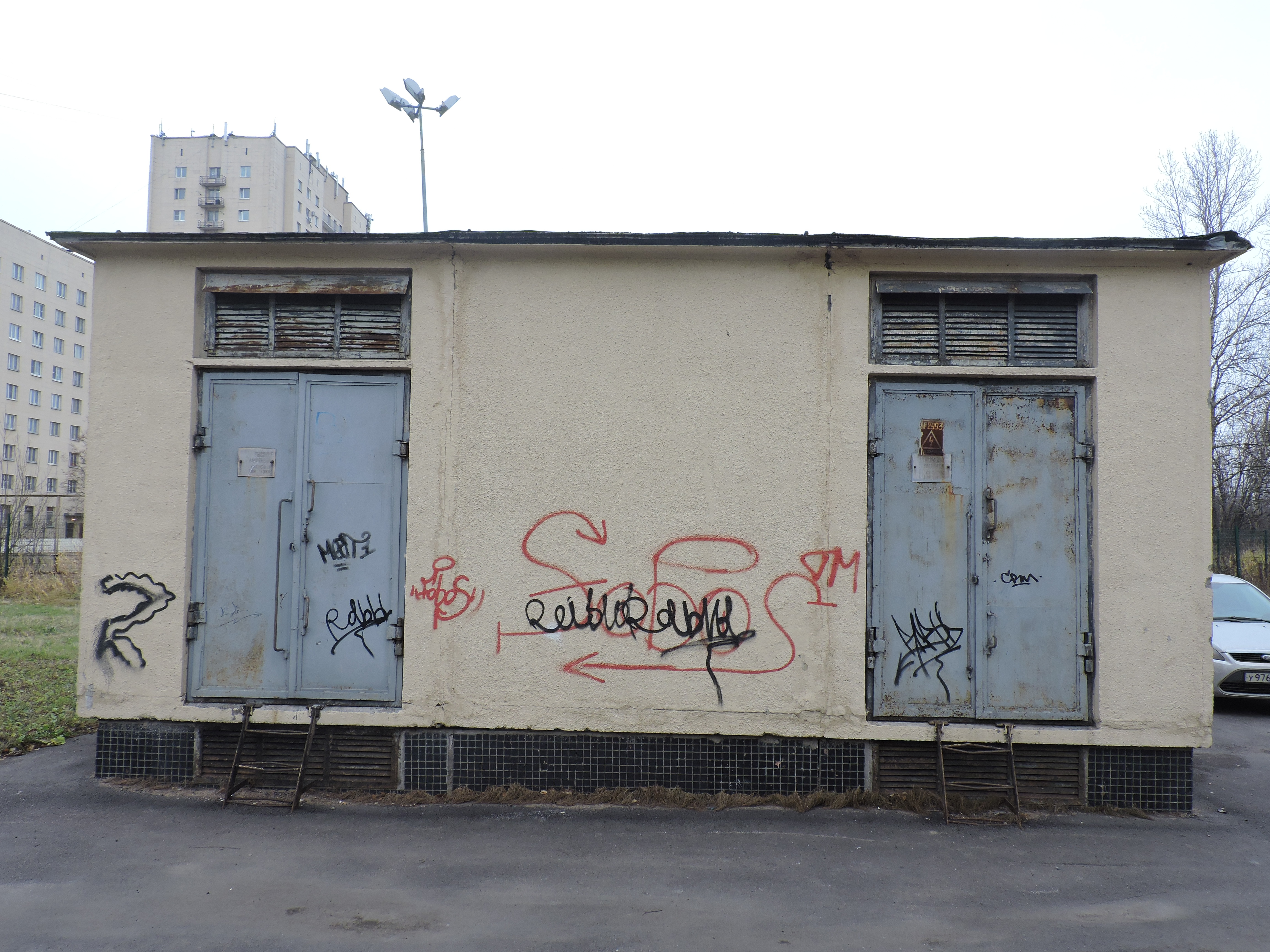
Комплектная трансформаторная подстанция (КТП) 10/6-0,4 кВ закрытого типа. Такие КТП очень широко распространены в странах
бывшего СССР, поскольку установка масляных трансформаторов в зданиях производится редко

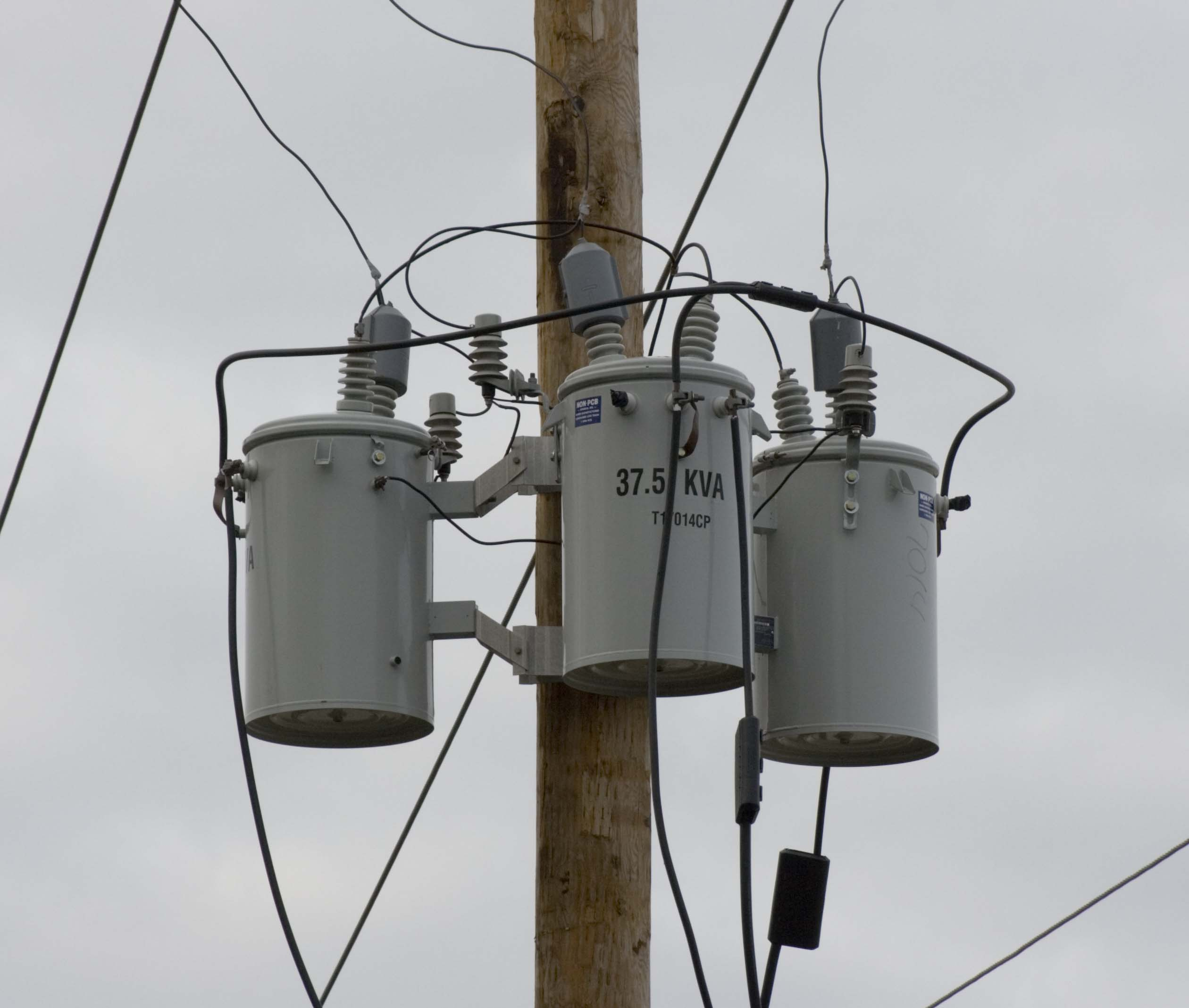
Абонентские трансформаторы, США. По классификации СНГ данная конструкция является столбовой трансформаторной подстанцией (СТП)

Электри́ческая подста́нция — электроустановка, предназначенная для приёма, преобразования и распределения электрической энергии, состоящая из трансформаторов или других преобразователей электрической энергии, устройств управления, распределительных и вспомогательных устройств.

## Назначение
Подстанция, в которой стоят повышающие трансформаторы, повышает электрическое напряжение при соответствующем снижении значения силы тока, в то время как понижающая (или понизительная) подстанция уменьшает выходное напряжение при пропорциональном увеличении силы тока.
Необходимость в повышении передаваемого напряжения возникает в целях многократной экономии металла, используемого в проводах ЛЭП, и уменьшения потерь на активном сопротивлении. Действительно, необходимая площадь сечения проводов определяется только силой проходящего тока и отсутствием возникновения коронного разряда. Также уменьшение силы проходящего тока влечёт за собой уменьшение потери энергии, которая находится в прямой квадратичной зависимости от значения силы тока. С другой стороны, чтобы избежать высоковольтного электрического пробоя, применяются специальные меры: используются специальные изоляторы, провода разносятся на достаточное расстояние и т. д. Основная же причина повышения напряжения состоит в том, что чем выше напряжение, тем большую мощность и на большее расстояние можно передать по линии электропередачи.

## Устройство

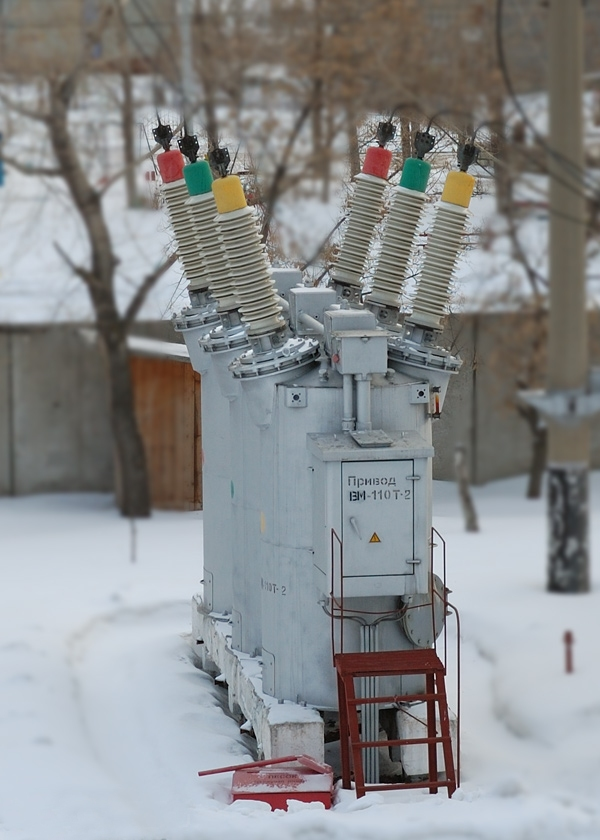
Масляный выключатель МКП-110 на тяговой подстанции, Тольятти

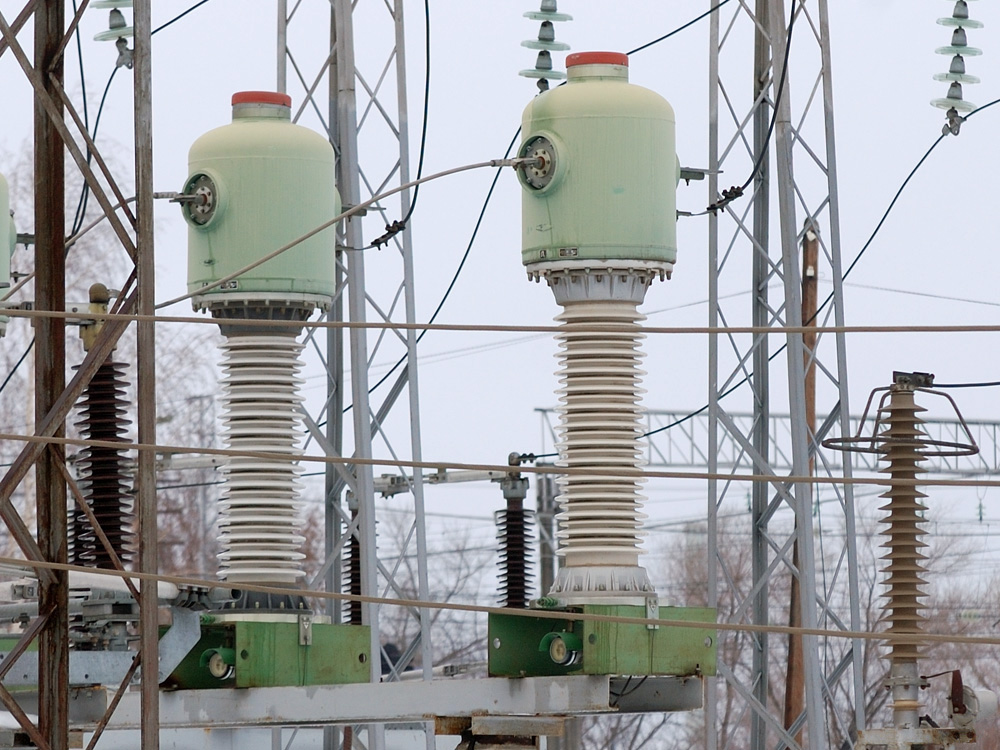
Измерительные трансформаторы тока ТГФМ-110 на тяговой подстанции, Похвистнево

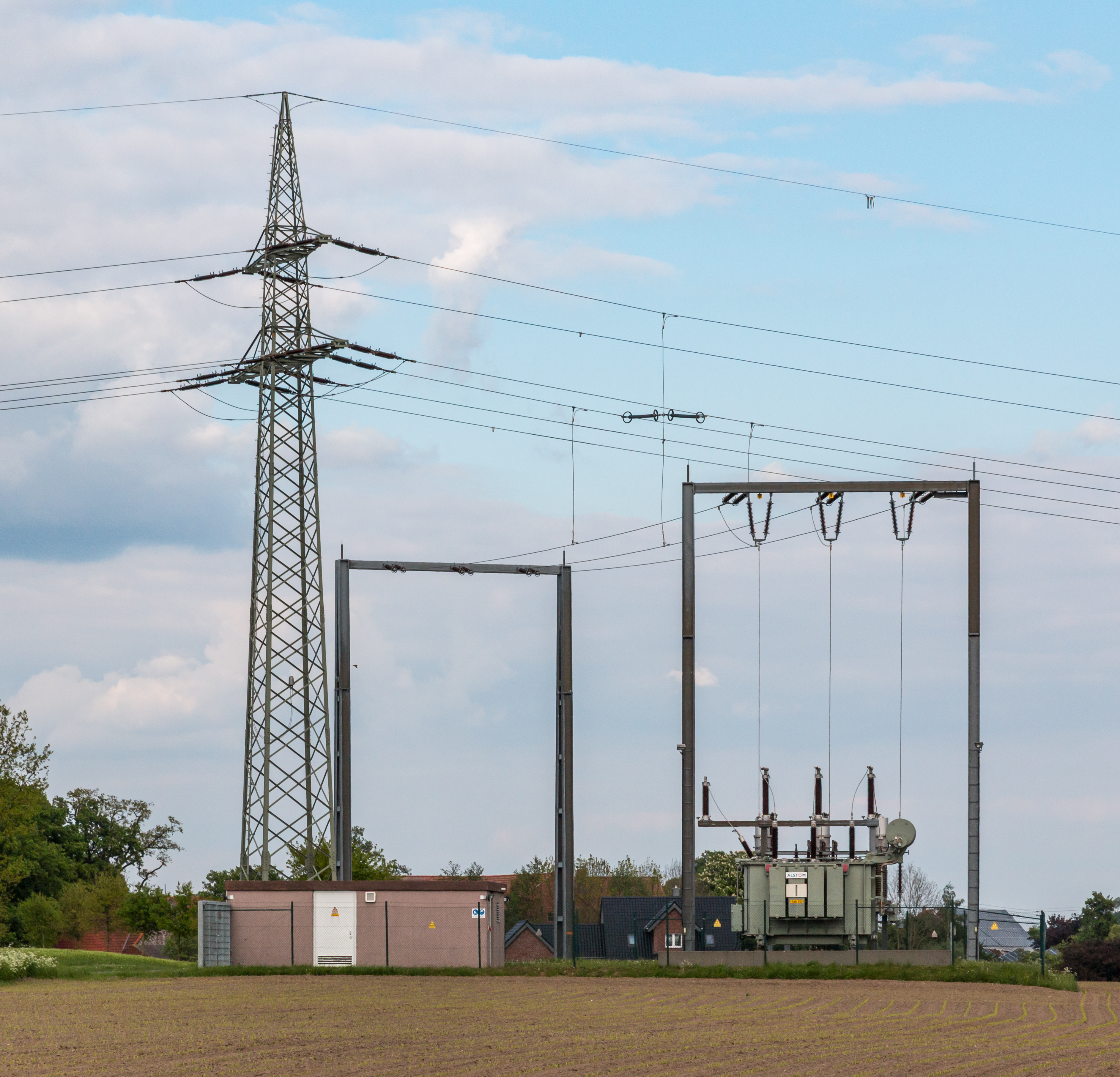
Подстанция в г. Дюльмен

Основные элементы электроподстанций:
- Силовые трансформаторы, автотрансформаторы, шунтирующие реакторы.
- Вводные конструкции для воздушных и кабельных линий электропередачи.
- Открытые (ОРУ) и закрытые (ЗРУ) распределительные устройства, включая:
  - Системы и секции шин.
  - Силовые выключатели.
  - Разъединители.
  - Измерительное оборудование (измерительные трансформаторы тока и напряжения, измерительные приборы).
  - Оборудование ВЧ-связи между подстанциями (конденсаторы связи, ВЧ-заградители, фильтры присоединения).
  - Токоограничивающие, регулирующие устройства (конденсаторные батареи, реакторы, фазовращатели и пр.).
  - Преобразователи частоты, рода тока (выпрямители).
- Система питания собственных нужд подстанции:
  - Трансформаторы собственных нужд.
  - Щит переменного тока.
  - Дизельные генераторы и другие аварийные источники энергии (на крупных и особо важных подстанциях).
  - Система оперативного постоянного тока:
    - Аккумуляторные батареи.
    - Щит постоянного (оперативного) тока или аппарат управления оперативным током.
    - Шкафы распределения оперативного тока (ШРОТ).
- Системы защиты и автоматики:
  - Устройства релейной защиты и противоаварийной автоматики для силовых линий, трансформаторов, шин.
  - Автоматическая система управления.
  - Система телемеханического управления.
  - Система технического и коммерческого учёта электроэнергии.
  - Система технологической связи энергосистемы и внутренней связи подстанции.
- Система заземления, включая заземлители и контур заземления.
- Молниезащитные сооружения.
- Вспомогательные системы:
  - Система вентиляции, кондиционирования, обогрева.
  - Система автоматического пожаротушения.
  - Система освещения территории.
  - Система охранно-пожарной сигнализации, управления доступом.
  - Система технологического и охранного видеонаблюдения.
  - Устройства плавки гололёда на воздушных линиях.
  - Системы аварийного сбора масла.
  - Системы питания маслонаполненных кабелей.
  - Бытовая, ливневая канализация, водопровод.
- Бытовые помещения, склады, мастерские и пр.

## Классификация подстанций
Функционально подстанции делятся на:
- Трансформаторные подстанции — подстанции, предназначенные для преобразования электрической энергии одного напряжения в энергию другого напряжения при помощи трансформаторов.
- Преобразовательные подстанции — подстанции, предназначенные для преобразования рода тока или его частоты.

Электрическое распределительное устройство, не входящее в состав подстанции, называется распределительным пунктом.
Преобразовательная подстанция, предназначенная для преобразования переменного тока в постоянный и последующего преобразования постоянного тока в переменный исходной или иной частоты называется вставкой постоянного тока.
По значению в системе электроснабжения:
- Главные понижающие подстанции (ГПП).
- Подстанции глубокого ввода (ПГВ).
- Тяговые подстанции для нужд электрического транспорта, часто такие подстанции бывают трансформаторно-преобразовательными для питания тяговой сети постоянным током.
- Трансформаторные подстанции 10 (6)/0,4 кВ (КТП). Последние называются цеховыми подстанциями в промышленных сетях, городскими — в городских сетях.

В зависимости от места и способа присоединения подстанции к электрической сети нормативные документы не устанавливают классификации подстанций по месту и способу присоединения к электрической сети. Однако ряд источников даёт классификацию исходя из применяющихся типов конфигурации сети и возможных схем присоединения подстанций.
- Тупиковые — питаемые по одной или двум радиальным линиям.
- Ответвительные — присоединяемые к одной или двум проходящим линиям на ответвлениях.
- Проходные — присоединяемые к сети путём захода одной линии с двухсторонним питанием.
- Узловые — присоединяемые к сети не менее чем тремя питающими линиями.

Ответвительные и проходные подстанции объединяют понятием промежуточные, которое определяет размещение подстанции между двумя центрами питания или узловыми подстанциями. Проходные и узловые подстанции, через шины которых осуществляются перетоки мощности между узлами сети, называют транзитными.
Также используется термин «опорная подстанция», который, как правило, обозначает подстанцию более высокого класса напряжения по отношению к рассматриваемой подстанции или сети.
В связи с тем, что ГОСТ 24291-90 определяет опорную подстанцию как «подстанцию, с которой дистанционно управляются другие подстанции электрической сети и контролируется их работа», для указанного выше значения целесообразнее использовать термин «центр питания».
По месту размещения подстанции делятся на:
- Открытые — подстанции, оборудование которых расположено на открытом воздухе.
- Закрытые — подстанции, оборудование которых расположено в здании.

Отдельные разновидности:
- Комплектная трансформаторная подстанция — подстанция, содержащая все необходимые узлы для включения в электросеть и поставляемая в собранном или полностью подготовленном к сборке виде[4].
- Мачтовая трансформаторная подстанция — подстанция, предназначенная для установки на опоры достаточной для того, чтобы не требовать установки ограждений, высоты[4].

Электроподстанции могут располагаться на открытых площадках, в закрытых помещениях (ЗТП — закрытая трансформаторная подстанция), под землёй и на опорах (МТП — мачтовая трансформаторная подстанция), в специальных помещениях зданий-потребителей. Встроенные подстанции — типичная черта больших зданий и небоскрёбов.

## Цифровая подстанция
Цифровой называется такая электрическая подстанция, управление которой осуществляется с помощью цифровых методов и технических средств.
Комплекс управления состоит из трех автономных частей в основе каждой из которых есть своя отдельная модель электроэнергетической системы:
1. Оперативно-диспетчерское управление. В этой части решаются задачи управления в нормальных и утяжеленных режимах работы. Для формирования управляющих воздействий используются модели электроэнергетических систем в нормальных режимах. Управляющие воздействия реализуются, в основном, оперативно-диспетчерским персоналом с использованием вспомогательных устройств автоматики. Быстродействие — от нескольких минут, до нескольких часов.
2. Противоаварийное управление. Эта часть комплекса обеспечивает управление при сильных возмущениях в условиях электромеханических переходных процессов (например, внезапное отключение линии, генератора, сброс или наброс значительной нагрузки). Цель управляющих воздействий — прекращение или ослабление аварийных режимов, обеспечение перехода к новому установившемуся режиму. Управляющие воздействия осуществляются, в основном, воздействием противоаварийной автоматики на регуляторы турбин, регуляторы возбуждения, регуляторы напряжения трансформаторов, коммутационные аппараты и др. Быстродействие — от долей секунды, до нескольких минут.
3. Релейная защита. Она выполняет локальное управление электроэнергетической системой путём быстрого выявления и отделения поврежденных элементов от исправной части электроэнергетической системы. Управляющие воздействия осуществляются, как правило, через коммутационные аппараты (выключатели). Быстродействие — от долей секунды, до нескольких секунд.

Эти три части управляющего комплекса построены на основе принципиально разных моделей электроэнергетических систем, имеют существенно разные динамические характеристики и, поэтому, реализуются в виде отдельных управляющих систем.